# Gorky González
Gorky González (Morelia, Michoacán, 27 de septiembre de 1939-Guanajuato, 13 de enero de 2017) fue un artesano mexicano que se especializó en la fabricación de piezas de cerámica mayólica, al estilo tradicional utilizado en la época colonial de México. 

## Semblanza biográfica

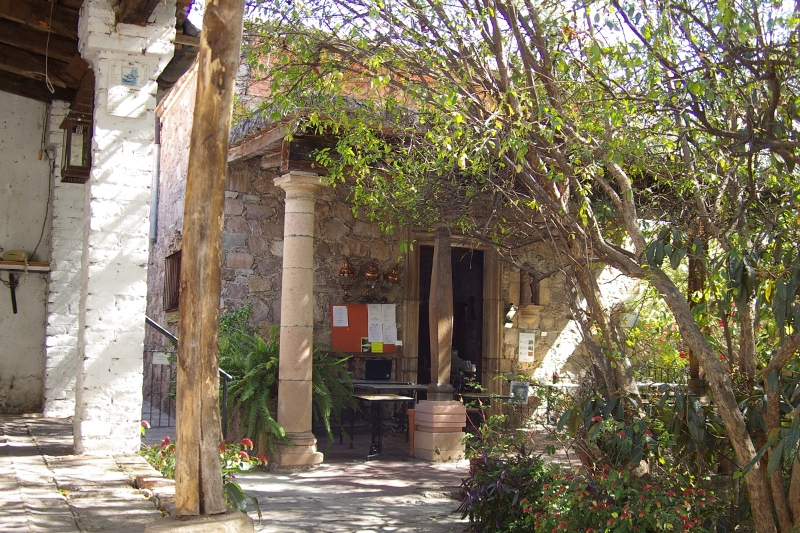
Casa Museo Gene Byron localizada en Marfil, Guanajuato, pintora con la que colaboró Gorky González.

Desde muy joven se trasladó a vivir a San Miguel de Allende con su padre, Rodolfo González, quien era un escultor que trabajaba la fundición y la técnica de la cera perdida. Realizó estudios en el Instituto Allende y en la Escuela de Artes. Influido por su padre, montó un taller de fundición en 1962. En el pueblo de Marfil conoció a la pintora canadiense Gene Byron, quien le solicitó moldes para hacer réplicas en terracota y le invitó a trabajar con sus diseños.
Su madre se llamaba Rosamelia Quiñones Barrón.
En 1965, por las recomendaciones de su amigo japonés, Hisato Nurayama, logró una beca y apoyo del Banco de México para estudiar en Japón. De esta manera fue discípulo del maestro Tsuji Seimei, con quien aprendió la técnica del shigaraky, y del maestro Kei Fijiwara, del que aprendió las técnicas de karatzu, oribe y tenmocouk. Durante su estancia en Japón, conoció a Toshiko Ono, con quien contrajo matrimonio.
Al regresar a México, decidió rescatar la tradición de la cerámica mayólica, cuya fabricación había sido abandonada en Guanajuato por más de 80 años, y que había conocido por algunas piezas que guardaba su padre. De esta manera fundó el taller Alfarería Tradicional, especializándose en esta técnica que utiliza un esmalte blanco lechoso que cubre el interior y exterior de las piezas que, al mismo tiempo, sirve como base para terminar la decoración con estaño, plomo y sílice.

## Exposiciones
Comenzó presentando sus trabajos en Nueva York en 1966, en la galería del nuevo edificio central de Tokio en 1967 y en la Expo 67 en Montreal. En 1970 montó una exhibición permanente en el Museo de Arte Popular del Fondo Nacional para el Fomento de las Artesanías (FONART), en 1990 en el Festival de Cerámica del Nuevo Mundo en Italia y en 2002 en el Museo Franz Mayer. Durante sus más de 45 años de trayectoria ha presentado sus trabajos en Brasilia, Guadalajara, Lima, Madrid, Ciudad de México, Monterrey, Nueva York, París, Tokio y otras ciudades.

## Premios y distinciones
Ha sido acreedor de varios premios y reconocimientos:
- Primer lugar en la Feria del Hogar en 1964.
- Primer lugar nacional de Arte Popular en Aguascalientes en 1975.
- Premio Nacional de Turismo y Hotelería en 1977.
- Premio Nacional de Ciencias y Artes en el área de Artes y Tradiciones Populares otorgado por la Secretaría de Educación Pública en 1992.
- Trofeo Pípila de plata al ciudadano más distinguido por el Club de Leones de Marfil en 1994.